# Général d'armée (Union soviétique)
 (août 2025).
Si vous disposez d'ouvrages ou d'articles de référence ou si vous connaissez des sites web de qualité traitant du thème abordé ici, merci de compléter l'article en donnant les références utiles à sa vérifiabilité et en les liant à la section « Notes et références ».
Pour les articles homonymes, voir Général de l'Armée.
Général d'armée (russe : генерал армии) est un grade de l'Union soviétique créé pour la première fois en juin 1940, étant le plus haut grade militaire de l'Armée rouge après celui de maréchal de l'Union soviétique. Au cours des 51 années suivantes, l'Union soviétique a promu 133 généraux de l'armée, dont 32 seront ensuite promus au grade de maréchal de l'Union soviétique. Il est l'ancêtre du grade de « général d'armée » de la fédération de Russie.

## Versions des insignes de grade
| Звание                       | Armée rouge de l'URSS             | Armée rouge de l'URSS             | Armée rouge de l'URSS             | Armée rouge de l'URSS                         | Armée soviétique / Forces armées soviétiques | Armée soviétique / Forces armées soviétiques | Armée soviétique / Forces armées soviétiques | Armée soviétique / Forces armées soviétiques |
| ---------------------------- | --------------------------------- | --------------------------------- | --------------------------------- | --------------------------------------------- | -------------------------------------------- | -------------------------------------------- | -------------------------------------------- | -------------------------------------------- |
| Gorgerette Chevron Épaulette |                                   |                                   |                                   |                                               |                                              |                                              |                                              |                                              |
|                              | Komandarm de 1er rang (1935—1940) | Komandarm de 1er rang (1935—1940) | Komandarm de 1er rang (1935—1940) | Gorgerette classique sur uniforme (1940—1943) | épaulette uniforme de campagne (1943—1955)   | ...tenue (1943—1955)                         | ...tenue (1955—1974)                         | ...tenue (1974—1991)                         |